# Gelehrtenschule des Johanneums
A Gelehrtenschule des Johanneums, szokásos megnevezése Johanneum Hamburg legrégebbi középiskolája, amelyet Johannes Bugenhagen alapította 1529-ben. Az oktatás a klasszikus latin és ógörög nyelv és irodalom tanulmányozására helyezi a hangsúlyt. Az intézmény Hamburg városának kezelésében van.

## Története

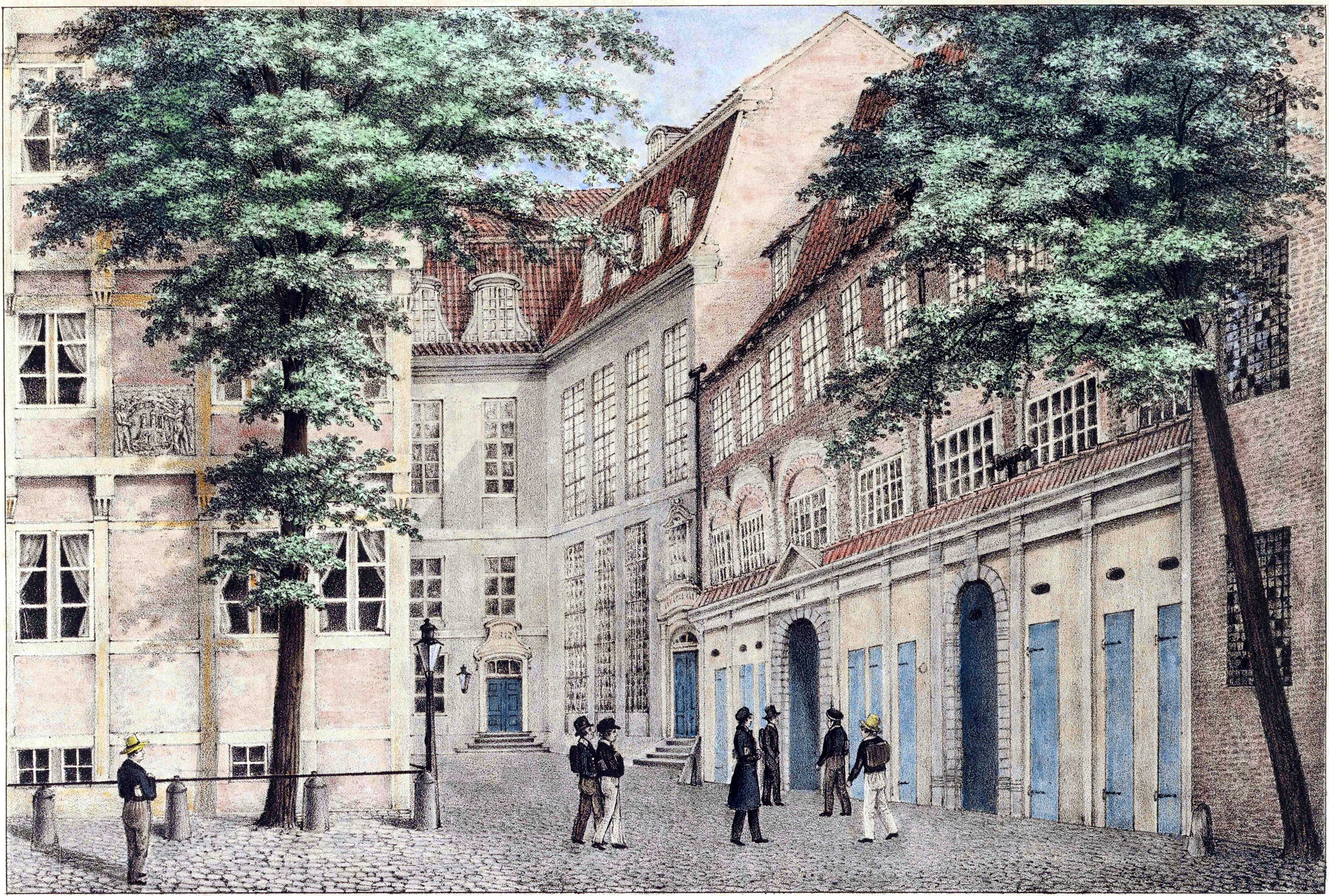
A Johanneum eredeti székhelye az egykori Szent János-kolostorban

A Johanneumot Johannes Bugenhagen, Luther Márton szellemi küldöttje alapította, aki 1528-ban érkezett Hamburgba, hogy evangálikus egyházi rendtartást (Erbarn Stadt Hamborch Christlike Ordeninge) adjon a városnak. 1529. május 24-én megnyílt a Johanneum „latin iskola” a szekularizált Szent János-kolostor épületében, a mai Rathausmarkt területén. Az iskola a kolostor udvarán található faépületekben kapott helyet. Az iskola első rektora Theophilus Hermelates volt. A Johanneum kezdetben Gelehrtenschule, azaz egyetemre előkészítő iskola volt. Később polgári iskolával bővült, amely a kereskedők és iparosok gyermekeinek oktatását szolgálta. Hamburg szabad város patríciussága a Johanneumban kapott humanista oktatást. A felvilágosodás korai szakaszában neves személyiségek dolgoztak itt (például Hermann Samuel Reimarus, Barthold Heinrich Brockes, Michael Richey, Johann Albert Fabricius), kántorai között volt Georg Philipp Telemann és Philipp Emanuel Bach, és mindez megalapozta az intézmény tartós hírnevét.
1838 és 1840 között épült fel az új impozáns, neoklasszicista stílusú épület a Speersorton, az 1806-ban lebontott régi székesegyház helyén, ahol a város eredeti magja, a Karoling-kori Hammaburg volt egykor. Ezzel egy időben a középkori Szent János-kolostort lerombolták.
1914-ben a középiskolát átköltöztették arra a helyre, ahol ma is áll, a Maria-Louisen-Straßéra, a régi épületet pedig a városi és egyetemi könyvtár kapta meg.
A koedukáció csak későre kezdődött el a Johanneumban. Ugyan egy-egy lányt már korábban is felvettek a felsőbb osztályokba, de csak 1977-ben iskoláztak be lányokat az első gimnáziumi osztályba.

## Napjainkban

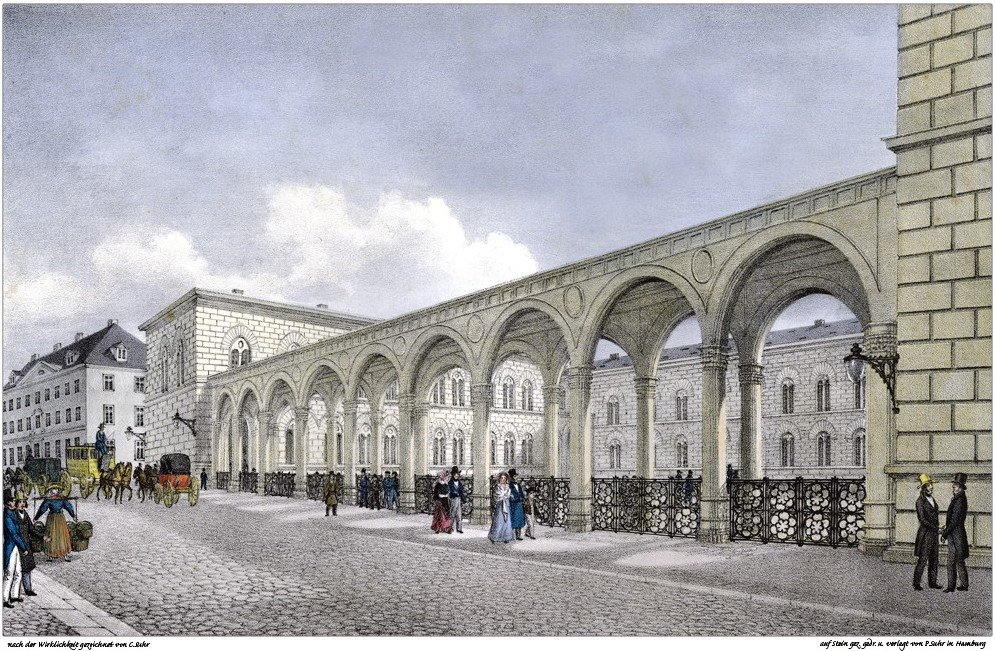
A Dóm téri központi épület, amelyet Carl Ludwig Wimmel épített 1840-ben

A Johanneum ma is az igényes humánoktatási modellt képviseli. A Johanneum még mindig lehet érettségizni latin illetve ógörög nyelvből. Az érettségi évében az iskolai kirándulásokat ókori emlékeket megőrző városokba kell szervezni.
Az iskolában két színház működik. A zenekar és az iskolai kórus évente kétszer koncertezik, nyáron illetve karácsonykor. 2004-től jelent meg a Der Chauffeur című iskolai újság, 2011-től a Humanistisches Manifest című diáklap, de mindkettő megszűnt. A Johanneum című folyóirat rendszeresen megjelenik és évente a Res Gestae is.
A középiskolai könyvtár (Bibliotheca Johannei) 55 000 kötettel rendelkezik latin, görög, német, olasz, francia és angol nyelven. A könyvtár büszke arra, hogy az európai irodalom számos remekének első kiadásával rendelkezik. A legrégebbi könyv egy latin nyelvű Biblia, 1491-ből.

## Fordítás
- Ez a szócikk részben vagy egészben  a   Gelehrtenschule des Johanneums című olasz Wikipédia-szócikk ezen változatának fordításán alapul.  Az eredeti cikk szerkesztőit annak laptörténete sorolja fel. Ez a jelzés csupán a megfogalmazás eredetét és a szerzői jogokat jelzi, nem szolgál a cikkben szereplő információk forrásmegjelöléseként.
- Ez a szócikk részben vagy egészben  a   Gelehrtenschule des Johanneums című német Wikipédia-szócikk ezen változatának fordításán alapul.  Az eredeti cikk szerkesztőit annak laptörténete sorolja fel. Ez a jelzés csupán a megfogalmazás eredetét és a szerzői jogokat jelzi, nem szolgál a cikkben szereplő információk forrásmegjelöléseként.
- Ez a szócikk részben vagy egészben  a   Gelehrtenschule des Johanneums című angol Wikipédia-szócikk ezen változatának fordításán alapul.  Az eredeti cikk szerkesztőit annak laptörténete sorolja fel. Ez a jelzés csupán a megfogalmazás eredetét és a szerzői jogokat jelzi, nem szolgál a cikkben szereplő információk forrásmegjelöléseként.